# Epipyropidae
Epipyropidae (лат.) — семейство мелких бабочек из надсемейства Zygaenoidea.
Представители семейства уникальны среди других чешуекрылых тем, что гусеницы представителей группы являются эктопаразитами Homoptera, Fulgoroidea. Большинство видов обитает в Индо-Австралийской области, в Северной Америке — 1 вид (Fulgoraecia exigua).

## Систематика
Epipyropidae — небольшое семейство, насчитывающее в общей сложности 9 родов и около 32 описанных видов. Предполагается, что семейство тесно связано с неотропическим семейством Dalceridae (Krampl & Dlabola), хотя Brock (1971) поместил Epipyropidae в состав семейства Tineoidea, а семейство Dalceridae в состав Cossoidea.
Семейство включает следующие рода:
- Agamopsyche
- Anopyrops
- Epieurybrachys
- Epimesophantia
- Epipomponia
- Epipyrops
- Epiricania
- Heteropsyche
- Microlimax
- Palaeopsyche